# Biblioteca Municipal Central de Jerez
La Biblioteca-Archivo Municipal de Jerez de la Frontera es una institución municipal ubicado en la Plaza del Banco de Jerez de la Frontera, (Cádiz), España. Alberga el Departamento de Archivo.
Está considerada una de las bibliotecas municipales más antiguas de Andalucía, siendo resultado de un esfuerzo comenzado en el siglo XIII

### Libros destacados

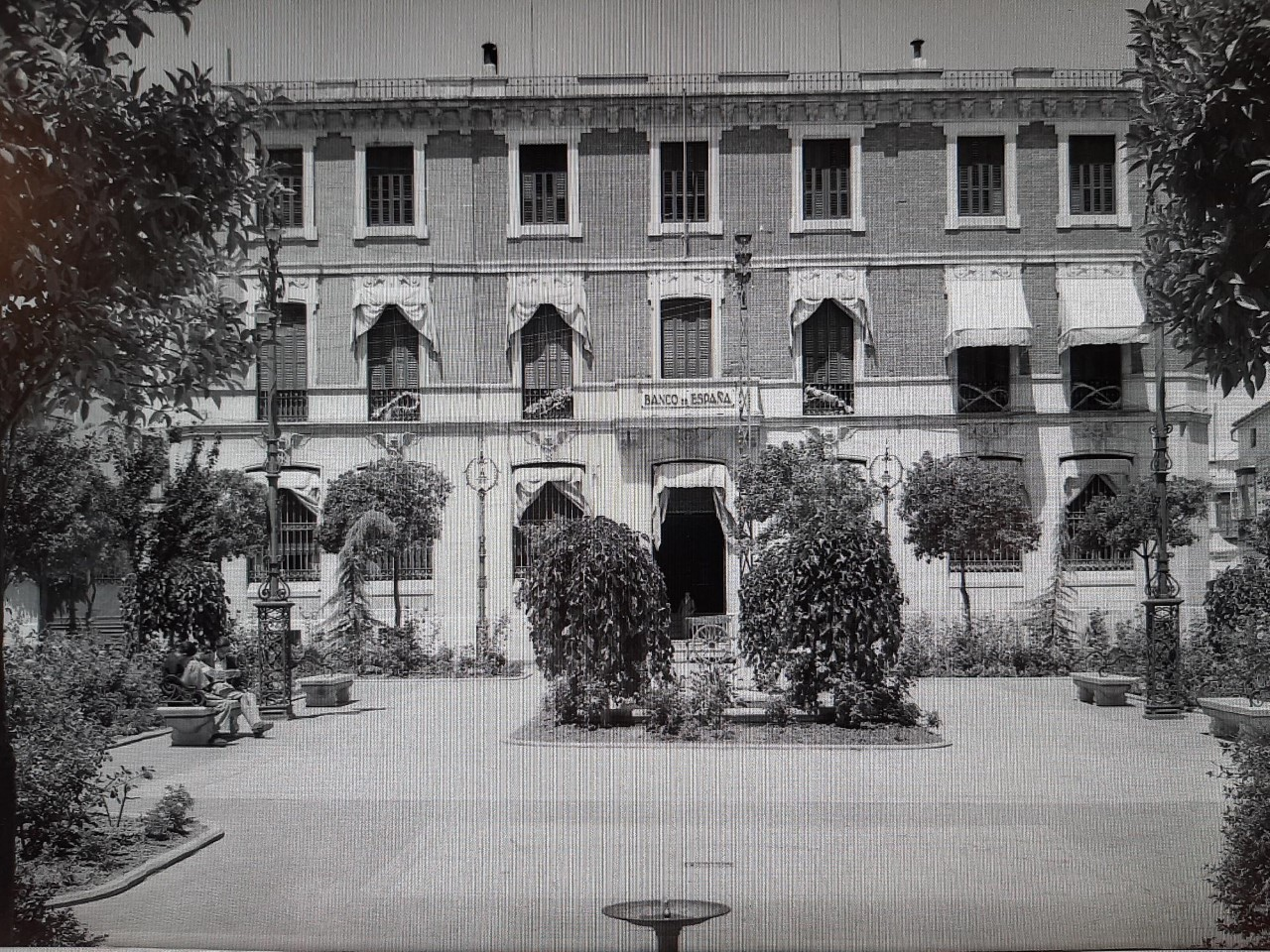
Fachada del que fuera Banco de España y actual Biblioteca Central de Jerez de la Frontera.

Algunos de los libros más destacados que contienen son
- Epigramas de Marcial: versos del poeta latino Marcial, data de 1475 y su origen es veneciano. Único incunable (libro anterior a 1500).
- Tratado de aritmética y medicina: de Hieronimi Cardani, editado en Milán en 1539.
- Libro del Alcázar: manuscrito de 1500. No es un impreso. El autor relata de su puño y letra acontecimientos históricos sobre Jerez. Se considera el primer libro que habla de la historia de Jerez durante la Baja Edad Media.
- Reglas de una congregación de monjas: de 1642, las religiosas forraron la cubierta con una elaboración artesana. En la cubierta hay un bordado con una decoración floral con motivos religiosos que lo convierte en un ejemplar único.
- Cartas de una yndia del Perú: de 1774, obra escrita por un autor francés.
- La reconocida como más valiosa recopilación de El Quijote a nivel andaluz[17]

Destaca también una colección de dibujos de época bajomedieval que se hicieron en los siglos XVII o principios del XVIII para preservar la memoria de frescos de los siglos XIV y XV que pintados en diversos edificios de la ciudad, estaban deteriorándose.

## Estado de conservación

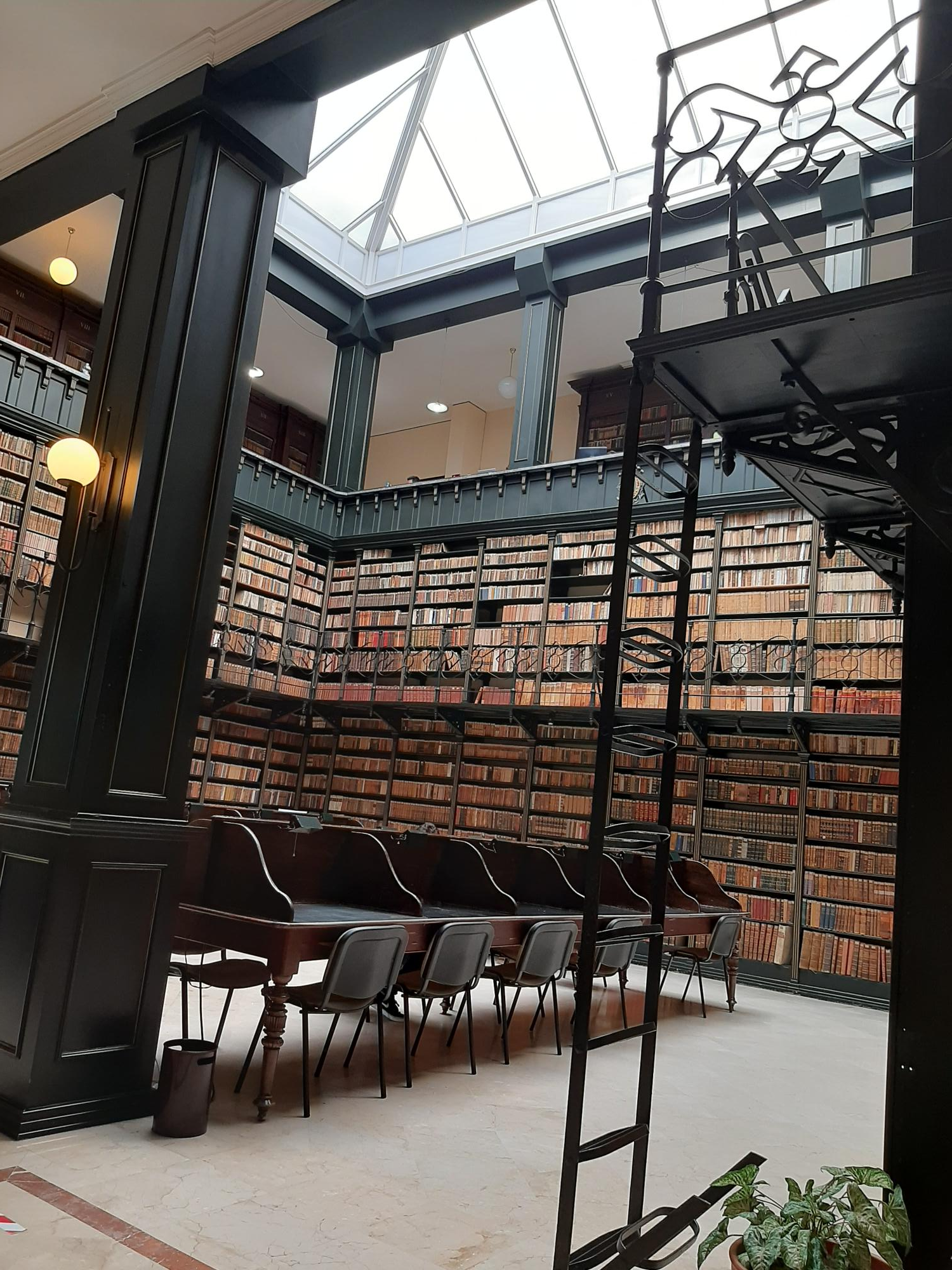
Interior de la Biblioteca

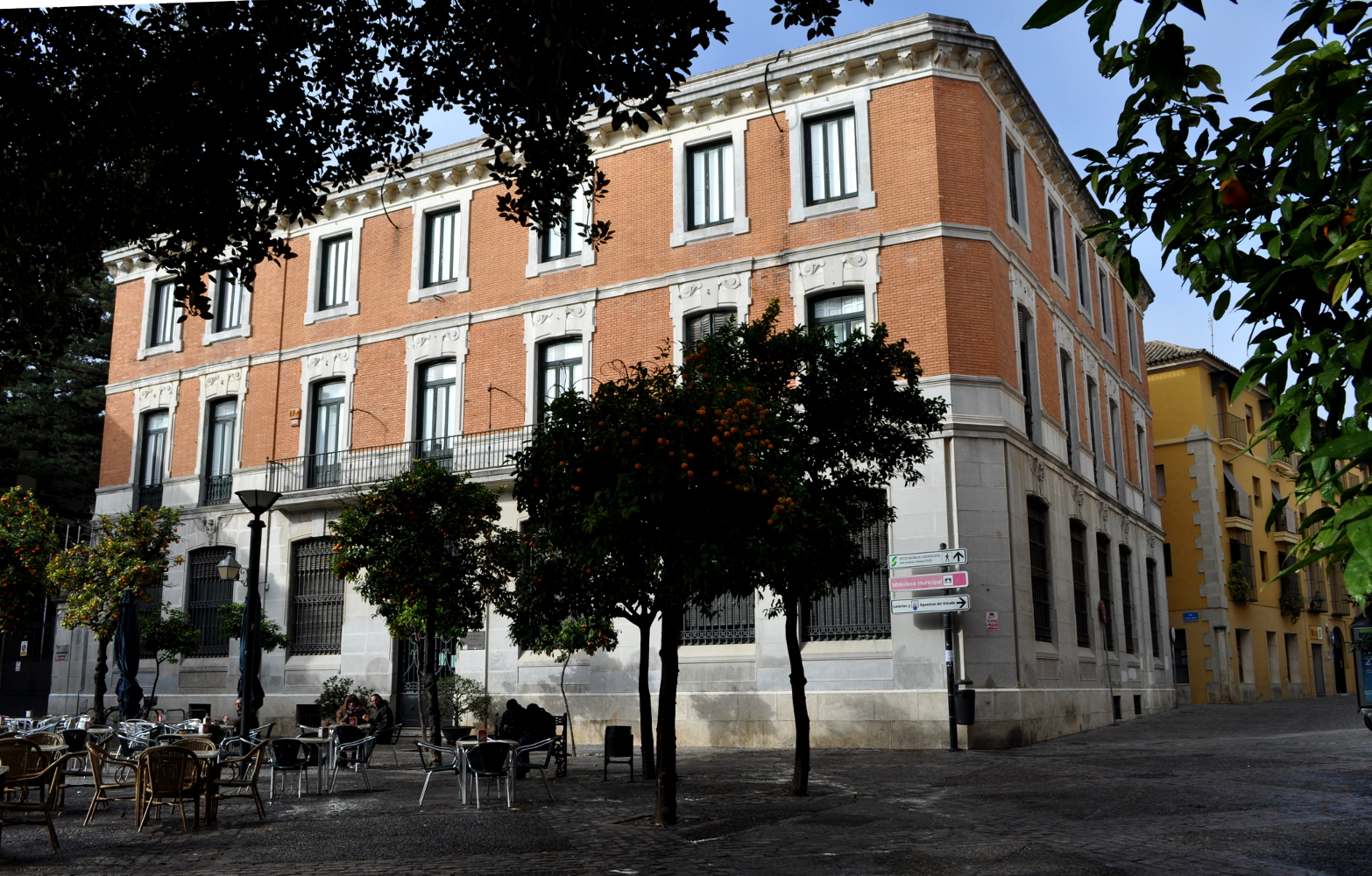
Biblioteca Municipal Jerez de la Frontera. Edificio Principal. Alameda del Banco.

A pesar de haber sido cerrada en varias ocasiones, la colección se conserva en muy buen estado, y no sufrió daños durante la Guerra civil española. Sin embargo sí que se produjeron algunas pérdidas al trasladar su contenido a su emplazamiento actual (según se cuenta se usaron cajas de vino para alojar los legajos, algunas de las cuales fueron robadas creyendo contener botellas de vino).
Igualmente, el Instituto Andaluz del Patrimonio Histórico está restaurando algunos documentos históricos
En cuanto al edificio, data del siglo XIX, obra del madrileño José de Astiz Bárcena para albergar el Banco de España, necesitaba actuaciones de mantenimiento para evitar goteras por lluvias entre otros problemas que ya fueron solventados.

## Fondo audiovisual

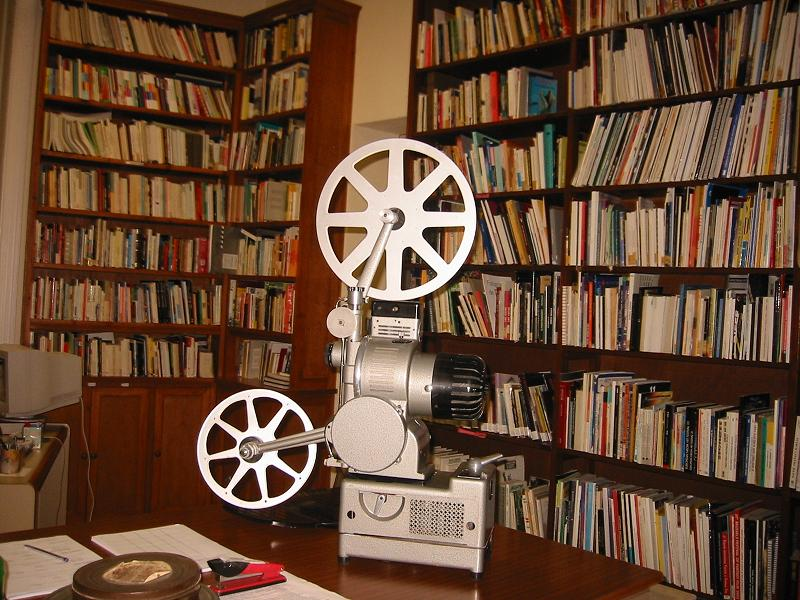
Sección de cine de la Biblioteca Municipal Central de Jerez de la Frontera

La biblioteca-archivo (que se unieron en una misma gestión en 2014) posee uno de los mejores fondos documentales relacionado con la imagen y el audiovisual existentes en Andalucía, tan sólo superado por el de la Filmoteca de Andalucía.
Este fondo audiovisual tiene origen en el acuerdo firmado entre el ayuntamiento y el Centro de Documentación Audiovisual del Cine-Club jerezano en 1984.